# تور هاترم
تور هاترم (انگلیسی: Tore Hattrem؛ زادهٔ ۲۳ اوت ۱۹۶۲) یک دیپلمات و سیاستمدار نروژی است. او عضو حزب محافظه‌کار (نروژ) می‌باشد. وی در سال ۲۰۱۸ به عنوان معاون دائمی وزارت امور خارجه نروژ، کارمند ارشد دولتی در این وزارتخانه منصوب شد. او قبلاً به عنوان وزیر امور خارجه و نماینده دائم نروژ در سازمان ملل متحد در نیویورک خدمت کرد و در ۲۰۱۸ رئیس هیئت اجرایی یونیسف شد.

## زندگی‌نامه
توره هاترم دارای مدرک کارشناسی ارشد در رشته علوم سیاسی از دانشگاه اسلو است و در سال ۱۹۸۲ از مدرسه کاندیدای افسران نروژ فارغ‌التحصیل شد.
هاترم از سال ۱۹۹۴ تا ۱۹۹۷ دبیر دوم سفارت نروژ در دهلی نو بود. وی در سال ۱۹۹۷ دبیر اول نمایندگی دائم نروژ در سازمان ملل متحد و سازمان تجارت جهانی در ژنو شد و سپس از سال ۲۰۰۰ تا ۲۰۰۲ مشاور شورای امنیت سازمان ملل متحد شد. وی در سال ۲۰۰۲ معاون مدیر کل و رئیس بخش صلح و آشتی شد، هاترم در سال ۲۰۰۷ سفیر نروژ در سریلانکا شد. در طول این مسئولیت، او به عنوان یک تسهیل‌کننده حل بحران ببرهای تامیل در محور سریلانکا عمل کرد. وی از سال ۲۰۱۰ تا ۲۰۱۲ سفیر نروژ در افغانستان بود.
توره هاترم سابقاً سفیر نروژ در سری‌لانکا، سودان و افغانستان و مدیرکل وزارت امور خارجه بوده است.
هاترم از سال ۲۰۱۵ تا ۲۰۱۶ به عنوان وزیر امور خارجه نروژ، از سال ۲۰۱۷ تا ۲۰۱۸ به عنوان نماینده دائم نروژ در سازمان ملل در نیویورک خدمت کرد. وی در دوران تصدی خود به عنوان نماینده دائم نروژ در سازمان ملل متحد، به عنوان رئیس هیئت اجرایی یونیسف انتخاب شد. هاترم در ۲۰۱۸ دومین نروژی است که پس از توریلد اسکارد ریاست یونیسف را بر عهده گرفت.
وی در سال ۲۰۱۸ به عنوان معاون دائمی وزارت امور خارجه نروژ و همچنین کارمند ارشد دولتی این وزارتخانه منصوب شد.

## زندگی شخصی
تور هاترم با ماریت گلتن ازدواج کرد. آنها دارای ۳ فرزند هستند.